# جاسوس تصادفی
جاسوس تصادفی (به چینی: 特務迷城) یک فیلم اکشن و رزمی سینمای هنگ کنگ با بازی جکی چان که در سال ۲۰۰۱ منتشر شد. فیلم‌برداری اصلی در سئول، هنگ کنگ، استانبول و کاپادوکیه ترکیه در سال ۲۰۰۰ انجام شد.

## داستان
داستان شخصی به نام بی را بیان می‌کند که فروشنده مغازه تجهیزات ورزشی است. همه چیز زمانی شروع می‌شود که در یک روز کسل کننده معمولی بی دو مرد مشکوک را در کوچه‌ای دنبال می‌کند. وقتی متوجه می‌شود که این دومرد قصد دزدی از جواهرفروشی را دارند وارد عملیاتی برای خراب کردن نقشه شوم آنها می‌شود و ..…